# Motociklistična Velika nagrada Venezuele
Motociklistična Velika nagrada Madrida je bila motociklistična dirka svetovnega prvenstva med sezonama 1977 in 1979.

## Zmagovalci
| Sezona | Dirkališče | 125 cm3                        | 250 cm3                 | 350 cm3                    | 500 cm3               | Poročilo |
| ------ | ---------- | ------------------------------ | ----------------------- | -------------------------- | --------------------- | -------- |
| 1977   | San Carlos | Pierpaolo Bianchi (Morbidelli) | Mario Lega (Morbidelli) | Takazumi Katayama (Yamaha) | Barry Sheene (Suzuki) | Poročilo |
| 1978   | San Carlos | Pierpaolo Bianchi (Minarelli)  | Kenny Roberts (Yamaha)  | Takazumi Katayama (Yamaha) | Barry Sheene (Suzuki) | Poročilo |
| 1979   | San Carlos | Ángel Nieto (Minarelli)        | Walter Villa (Yamaha)   | Carlos Lavado (Yamaha)     | Barry Sheene (Suzuki) | Poročilo |